# BASIC
BASIC, siglas de Beginners' All-purpose Symbolic Instruction Code (en castellano: ‘Código simbólico de instrucciones de propósito general para principiantes’), es una familia de lenguajes de programación de alto nivel. 
El BASIC original, el Dartmouth BASIC, fue diseñado en 1964 por John George Kemeny, Thomas Eugene Kurtz y Mary Kenneth Keller en el Dartmouth College en New Hampshire, Estados Unidos, como un medio para facilitar la programación en ordenadores a estudiantes (y profesores) que no fueran de ciencias. 
En aquella época, casi todo el uso de los computadores requería codificar software hecho a medida, con lo cual quedaba restringido a personas con formación como científicos y matemáticos. 
BASIC originalmente fue desarrollado como una herramienta de enseñanza. El lenguaje y sus variantes llegaron a estar ampliamente disponibles en las microcomputadoras a finales de los años 1970 y en los años 1980. 
BASIC sigue siendo popular a día de hoy en un puñado de dialectos altamente modificados, y en nuevos lenguajes, influenciados por BASIC tales como Microsoft Visual Basic o Gambas en GNU/Linux. 
En el año 2006, el 59 % de los desarrolladores para la plataforma .NET usaban Visual Basic .NET como su único lenguaje.

## Historia

### Antecedentes

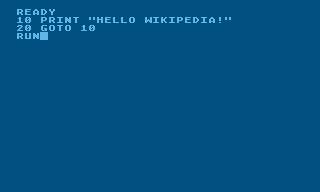
Captura de pantalla mostrando Atari BASIC, un temprano lenguaje BASIC para pequeños ordenadores

A principios de la década de 1960, las computadoras eran sumamente caras y se utilizaban únicamente para propósitos especiales, ejecutando «una única tarea» a la vez. Sin embargo, durante el transcurso de esa década, los precios bajaron al punto que incluso algunas pequeñas empresas ya podían costearlas. La velocidad de proceso de las máquinas se incrementó al grado que a menudo quedaban demasiado tiempo ociosas, porque no había suficientes tareas para ellas. Todo ello fue debido a la rápida evolución del hardware.
Los lenguajes de programación de aquellos tiempos estaban diseñados para propósitos específicos, como las máquinas en las que eran ejecutados; por ejemplo para desarrollar aplicaciones cálculo o procesamiento de fórmulas se diseñó el lenguaje FORTRAN, en tanto que para la programación en administración o gestión de información se desarrolló específicamente el COBOL.
A fin de incrementar el rendimiento y amortizar mejor los costos (por reducción del tiempo ocioso del procesador), y siendo que ya la velocidad de las máquinas comenzó a permitirlo, se propuso la idea de ejecutar más de una tarea «simultáneamente», fue así que surgió el concepto de sistema de tiempo compartido, que comenzó a ganar mucha popularidad. En sistemas de ese tipo, el tiempo de procesamiento del procesador central se dividía, y a cada usuario se le otorgaba secuencialmente y cíclicamente una pequeña porción o «cuota» de tiempo de proceso. Las máquinas eran lo suficientemente rápidas como para provocar en los usuarios la ilusión de que disponían de la funcionalidad de la máquina todo el tiempo para ellos («seudo-simultaneidad» de procesos). Esa distribución del tiempo de cómputo entre los usuarios redujo considerablemente el costo de la computación, ya que una sola máquina podía ser compartida por numerosos usuarios.

### Nacimiento y primeros años
El lenguaje BASIC fue inventado en 1964 por John George Kemeny (1926-1992) y Thomas Eugene Kurtz (1928-2024) en el Dartmouth College, con la ayuda de otros como la programadora Mary Kenneth Keller. En años subsiguientes, mientras que otros dialectos de BASIC aparecían, el BASIC original de Kemeny y Kurtz fue conocido como Dartmouth BASIC.
BASIC fue diseñado para permitir a los estudiantes escribir programas usando terminales de un computador en tiempo compartido. Estaba pensado para reducir notablemente la complejidad de los otros lenguajes del momento, con uno diseñado específicamente para la clase de usuarios que los sistemas de tiempo compartido permitían: un usuario más sencillo, fuera del área de las ciencias de la computación, a quien no le interesaba tanto la velocidad, solo el hecho de ser capaz de programar y usar la máquina sin demasiadas complicaciones. Los diseñadores del lenguaje también querían que permaneciera en el dominio público, lo cual contribuyó a que se diseminara rápidamente.
Los ocho principios que rigieron el diseño de BASIC fueron:
1. Ser fácil de usar para los principiantes.
2. Ser un lenguaje de propósito general (no orientado).
3. Permitir a los expertos añadir características avanzadas, conservando simple el lenguaje para los principiantes.
4. Ser interactivo en todos los casos.
5. Proveer mensajes de errores claros y amigables.
6. Responder rápido en los programas pequeños en general.
7. No requerir un conocimiento del hardware de la computadora.
8. Proteger al usuario del sistema operativo.

El lenguaje fue en parte basado en FORTRAN II y otra parte en Algol 60, con adiciones para hacerlo apropiado en sistemas de tiempo compartido y con elementos que facilitaran la operación aritmética de matrices. BASIC fue implementado por primera vez para la mainframe GE-265, máquina que soportaba múltiples terminales.
En 1968 Edsger Dijkstra publicó una carta con una famosa crítica en la que consideraba que los lenguajes de programación que usaban sentencias GOTO para estructurar un programa eran nocivos para la productividad del programador, y para la calidad del código resultante. En este artículo no se menciona a ningún lenguaje de programación en particular; únicamente se indica que el uso excesivo de GOTO en lenguajes de alto nivel es algo no recomendable, y proporciona las razones técnicas por las que esto es así. Pero sí se observó, desde sus inicios, una marcada tendencia de los programadores a utilizar excesivamente el GOTO en BASIC, máxime en los noveles; hecho este que fue decreciendo con la incorporación al lenguaje de otros recursos, tales como subrutinas parametradas, y posteriormente con la aparición de técnicas de programación estructurada.
Contrario a la creencia popular, BASIC inicialmente no era un lenguaje interpretado sino compilado. Casi inmediatamente después de su lanzamiento, los profesionales de computación comenzaron a alegar que BASIC era muy lento y simple. Tal argumento, hasta no hace mucho, fue un tema recurrente en la industria de las computadoras.
Aun así, BASIC se extendió hacia muchas máquinas y plataformas, y se popularizó moderadamente en las minicomputadoras como las de la serie DEC PDP y la Data General Nova. En estos casos, el lenguaje era implementado como  intérprete, en vez de un compilador, o alternativamente, en ambas formas de funcionamiento.

### Crecimiento explosivo

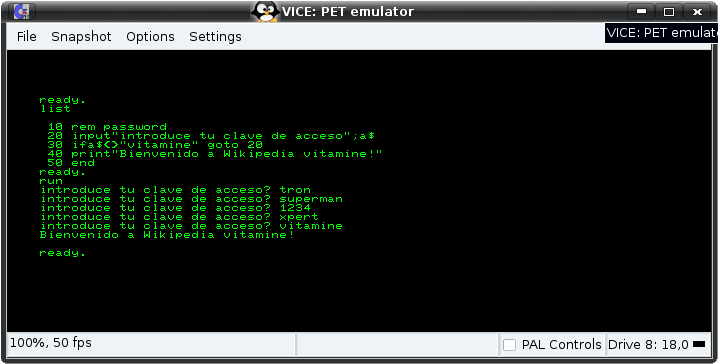
Captura del microordenador Commodore PET-32 mostrando un programa en el lenguaje de programación BASIC, bajo el emulador VICE en una distribución GNU/Linux. La primera línea, titula (rem) al programa para permitir su almacenamiento, la segunda, solicita una cadena de datos (input) que una vez obtenidos, almacenará en una instrucción que el lenguaje lleva incorporada, llamada variable alfanumérica ($). La tercera línea, establece una condición, (if) determina que si la cadena de texto almacenada no es igual (<>) al valor dado, proceda (then) a ejecutar la línea anterior, volviendo así a solicitar nuevos datos, pero en caso de ser igual, (=) continúe ejecutando la siguiente línea del programa. La cuarta línea, imprime el mensaje encomillado en pantalla (print), para terminar con la quinta línea que establece su fin (end).

Sin embargo, fue con la introducción de la microcomputadora Altair 8800 en 1975 que BASIC se extendió ampliamente. La mayoría de los lenguajes de programación eran demasiado grandes para ser albergados por las pequeñas memorias de que disponían la mayor parte de las máquinas en esa época; y con el lento almacenamiento que permitía la cinta de papel, y más tarde la cinta de audiocasete (los discos magnéticos aún no existían), y la falta de editores de texto adecuados, un lenguaje pequeño como BASIC resultaba una buena opción. 
Uno de los primeros en aparecer fue Tiny BASIC, una implementación simple de BASIC escrita originalmente por el Dr. Li-Chen Wang, y portada más tarde a la máquina Altair por Dennis Allison, a petición de Bob Albrecht (quien después fundó Dr. Dobb's Journal (DDJ)). El diseño de Tiny BASIC y el código fuente completo fue publicado en DDJ en 1976.
En 1975 Microsoft (entonces formado por dos personas: Bill Gates y Paul Allen) lanzó el Altair BASIC. Luego comenzaron a aparecer bajo licencia versiones para otras plataformas, y millones de copias y variantes pronto estarían en uso. MS BASIC se convirtió en uno de los lenguajes estándar en el Apple II. 
En 1979 Microsoft estaba negociando con varios vendedores de microcomputadores, incluyendo IBM, para licenciar un intérprete BASIC para sus ordenadores. Se incluyó una versión en las memorias ROM de los PC IBM para los equipos sin discos. 
En los equipos que disponían de una unidad de disquete, el BASIC era iniciado automáticamente siempre que no se colocara ningún disquete de arranque como sistema operativo.
Las nuevas compañías intentaban seguir los pasos del éxito de Altair: IMSAI, North Star, y Apple, creando la revolución de la computadora casera. BASIC se convirtió en una característica estándar para casi todas las computadoras hogareñas; la mayoría venía con un sistema operativo básico e intérprete de BASIC, todo alojado en una ROM (algo hecho por primera vez en la Commodore PET en 1977). 
Pronto habría muchos millones de computadores alrededor del mundo ejecutando BASIC, un número mucho más grande que el de todos los usuarios de otros lenguajes juntos. Muchos programas, especialmente los de la Apple II e IBM PC, dependían de la presencia del intérprete de BASIC de Microsoft y no podían ejecutarse sin este; por lo que Microsoft usó la licencia de copyright en los intérpretes de BASIC para influir en las negociaciones con los vendedores de computadores.
El BASIC fue también el lenguaje preinstalado en los computadores hogareños europeos de la década de los 80 como el ZX Spectrum (Sinclair BASIC), Amstrad CPC (Locomotive BASIC), MSX (MSX BASIC), el Commodore 64 y 128 (Basic 2.0, Basic 7.0, Simons' Basic), los Commodore Amiga (AmigaBASIC) o la familia Atari de 8 bits (Atari BASIC) y en los computadores hogareños japoneses NEC PC-8801 y NEC PC-9801 (N88-BASIC), haciendo muchas veces la función de intérprete y sistema operativo primitivo, ya que venían implementados ambos en ROM. Texas Instruments incorporó su propia versión en sus microcomputadoras, tal como la TI99/4A, y también con una versión extendida en una ROM externa o cartuchos (TI-Basic y TI Extended

### Madurez
En este período se crearon versiones de BASIC nuevas y más poderosas. Microsoft vendió varias versiones de BASIC para MS-DOS/PC-DOS, incluyendo BASICA, GW-BASIC (una versión compatible con BASICA que no necesitaba la ROM de IBM), y Quick BASIC. El fabricante de Turbo Pascal, Borland, publicó Turbo BASIC 1.0 en 1985 (versiones sucesoras aún se venden bajo el nombre de PowerBASIC por otra compañía). Aparecieron varias extensiones de BASIC para computadores caseros, típicamente con capacidad para gráficos, sonido, y comandos DOS, así como facilidades para Programación estructurada. Hubo lenguajes que usaron la sintaxis de BASIC como base para otros sistemas totalmente diferentes, por ejemplo GRASS.
Sin embargo a finales de la década de 1980 las computadoras nuevas eran mucho más complejas, e incluían características (como la Interfaz gráfica de usuario) que hacían a BASIC menos apropiado para programarlas. Al mismo tiempo las computadoras progresaban de ser interés para aficionados a herramientas usadas principalmente para ejecutar aplicaciones escritas por otros, y la programación en sí se fue haciendo menos importante para una creciente mayoría de usuarios. BASIC comenzó a desvanecerse, aunque numerosas versiones aún estaban disponibles.
Una de las más poderosas fue el denominado Locomotive BASIC 2 diseñado para el entorno gráfico GEM. Esta nueva versión del lenguaje permitía crear aplicaciones con interfaces gráficas dotadas de ventanas, menús y diferentes tipos de gráficos estadísticos.
La suerte de BASIC dio un giro nuevamente con la introducción de Visual Basic de Microsoft. Si bien este lenguaje utiliza prácticamente todas las palabras clave (sentencias, estructuras de control y funciones intrínsecas) y forma de manejo y tipo de datos que versiones BASIC anteriores (DOS); VB es abismalmente más potente y evolucionado; y se ha convertido en uno de los lenguajes más utilizados en la plataforma Windows;  se estima [cita requerida] que entre el 70 y el 80% del total de aplicaciones comerciales son programadas en VB. A partir de 2002, y con la introducción de la plataforma .NET Framework de Microsoft, Visual Basic comienza a utilizar el paradigma «orientado a objetos», aumentando la potencia del lenguaje y haciéndolo multiplataforma. Visual Basic for Applications (VBA) fue añadido a Microsoft Excel 5.0 en 1993 y al resto de la línea de productos de Microsoft Office en 1997. Windows 98 incluyó un intérprete de VBScript. La versión más reciente de Visual Basic es llamada VB.NET. Por otra parte, también existe la variante OpenOffice.org Basic menos poderosa pero similar a VBA de Microsoft.

## El lenguaje

### Sintaxis
La sintaxis mínima de BASIC solo necesita los comandos LET, INPUT, PRINT, IF y GOTO. Un intérprete que ejecuta programas con esta sintaxis mínima no necesita una pila. Algunas de las primeras implementaciones eran así de simples. Si se le agrega una pila, se pueden agregar también ciclos FOR anidados y el comando GOSUB. Un intérprete BASIC con estas características necesita que el código tenga números de línea.
Los números de línea fueron un aspecto muy distintivo del BASIC clásico. Sin embargo, el uso de números de línea tiene la desventaja de requerir que el programador estime cuántas líneas ocupará la parte del programa que escribe. Este requerimiento se cumple generalmente incrementando los números de línea en un intervalo regular, como 10, pero esto lleva a problemas a la hora que el código después agregado exceda el espacio disponible entre las líneas originales. Para aliviar este problema de los primeros intérpretes de BASIC, los usuarios expertos pronto escribieron sus propios programas utilitarios para renumerar sus programas, después del ingreso inicial. Más tarde aparecieron intérpretes de BASIC que incluían un comando específico RENUMBER, el que permitía renumerar rápidamente (y las veces que se quisiera) todo el código nuevamente, con cualquier intervalo entre líneas indicado y a partir de un número entero dado; eliminando así el principal problema de la numeración de líneas obligatoria.
En los dialectos modernos de BASIC MIUN ya no es necesario incluir números de línea (aunque son permitidos), y la mayoría (o todos) han añadido control de flujo estructurado y los constructores de declaración de datos similares a los de otros lenguajes, tales como C y Pascal:
- do
- loop
- while
- until
- exit
- on... goto
- gosub
- select ... case

Casi todos los dialectos de BASIC incluyen el comando REM (remark), que posteriormente fue sustituido por el símbolo ´ (apóstrofo o comilla simple).  Es un comando no ejecutable, se utiliza a los fines de incluir líneas y notas aclaratorias en el código fuente, para la mejor comprensión (y documentación) del programa.
Variantes recientes como Visual Basic han introducido algunas características orientadas a objetos, y hasta herencia en la última versión. La administración de memoria es más fácil que con muchos otros lenguajes de programación procedurales por el uso de un recolector de basura (y a costas de la velocidad de ejecución).

### Procedimientos y Control de Flujo
BASIC no tiene una biblioteca externa estándar como otros lenguajes como C. En cambio, el intérprete (o compilador) contiene una biblioteca incorporada de procedimientos intrínsecos. Estos procedimientos incluyen la mayoría de las herramientas que un programador necesita para aprender a programar y escribir aplicaciones sencillas, así como funciones para realizar cálculos matemáticos, manejar cadenas, entrada desde la consola, gráficos y manipulación de archivos.
Viejos dialectos de BASIC no permitían a los programadores escribir sus propios procedimientos. Los programadores en cambio debían escribir sus programas con un gran número de enunciados GOTO para hacer las derivaciones de flujo y retorno del programa. Esto podía producir un código fuente muy confuso (la mayoría de las veces era así), comúnmente conocido como Código espagueti; el cual era sumamente difícil de mantener, mucho menos por programadores ajenos al desarrollo del software.
Con la inclusión posterior de enunciados GOSUB (Go-Subroutine) se ramificaba el programa a especies de subrutinas, sin parámetros o variables locales. Ellas proveen una forma de implementar una suerte de procedimientos (realmente no lo son, sencillamente es un «salto y retorno») y estructurar más el programa, evitando bastante la utilización de la dañina sentencia GOTO.
La mayoría de las versiones de BASIC más modernas, como Microsoft QuickBASIC (1985-1988) y BASIC PDS (Profesional Developmen System - 1990) añadieron soporte completo para subrutinas, funciones y programación estructurada. Esta es otra área donde BASIC difiere de muchos lenguajes de programación.
Sin embargo la primitiva GOSUB se ha mantenido hasta las versiones actuales, por razones compatibilidad.
BASIC, como Pascal, hace una distinción entre un procedimiento que no devuelve un valor (llamado subrutina) y un procedimiento que lo hace (llamado función). Muchos otros lenguajes (como C) no hacen esa distinción y consideran todo como una función (algunas que devuelven un valor «void», ‘vacío’).
Mientras que las funciones que devuelven un valor son una adición relativamente reciente a los dialectos de BASIC, muchos de los primeros sistemas soportaban la definición de funciones matemáticas en línea, con DEF FN («DEFine FunctioN» [DEFinir FuncióN]). El Dartmouth BASIC original también soportaba funciones al estilo de Algol, así como subrutinas desde sus primeros tiempos.

### Tipos de Datos
BASIC es reconocido por tener muy buenas funciones para manipular cadenas de caracteres. Los primeros dialectos ya tenían un juego de funciones fundamentales (LEFT$, MID$, RIGHT$) para extraer y/o reemplazar subcadenas fácilmente. Como las cadenas son utilizadas en aplicaciones diarias, esta era una ventaja considerable sobre otros lenguajes al momento de su introducción.
El Dartmouth BASIC original soportaba únicamente datos de tipo numérico y cadenas. No había un tipo entero. Todas las variables numéricas eran de coma flotante. Las cadenas eran de tamaño dinámico. Soportaba arreglos de ambos, números y cadenas, en una o dos dimensiones.
Cada dialecto moderno de BASIC posee al menos los tipos de datos numérico y cadena. Estos tipos de datos se pueden distinguir usando un posfijo: los identificadores de cadenas terminan con $ (signo dólar, ejemplo la variable NOMBRE$), mientras que los numéricos sencillamente no llevan posfijo; a menos que se requiera indicar y forzar explícitamente qué tipo de numérico es, por ejemplo A% es entero, A! es real simple precisión y A# es real doble precisión.
En BASIC las variables no necesitan forzosamente ser declaradas antes de usarse, excepto los arreglos de más de 10 elementos;  aunque versiones BASIC relativamente modernas poseen la opción (considerada buena práctica de programación) para obligar al programador a declarar toda variable antes de su uso (una directiva como OPTION EXPLICIT). La declaración de variables en BASIC se hace usando la palabra clave DIM.
Muchos dialectos también soportan tipos numéricos adicionales, como enteros de 16 y 32 bits (simple y long, respectivamente), además de sus números de coma flotante. Adicionalmente algunos permiten la utilización de tipos de datos definidos por el usuario, similar a los «records» de Pascal, o las «structs» de C.
Versiones modernas de BASIC (como VBA) soportan una gran variedad de tipos de datos primitivos (o intrínsecos), además de los definidos por el usuario.
La mayoría de los dialectos de BASIC soporta arreglos en todos sus tipos de datos; es común también el soporte para arreglos mulidimensionales
Ejemplos:
```
   
DIM
 
MatrizDeEnteros
(
100
,
100
)
 
AS
 
INTEGER

   
DIM
 
VectorDeEnteros%
(
30
)

   
DIM
 
ListaDeNombres
(
50
)
 
AS
 
STRING

   
DIM
 
ListaDeCiudades$
(
50
)

```

Dependiendo del dialecto de BASIC y del uso del enunciado OPTION BASE, el primer índice de los arreglos que se declaren será 1, por defecto es cero.
En los ejemplos anteriores, si no se declara previamente «OPTION BASE 1», el primero es un arreglo en dos dimensiones de enteros 16 bits, con índices que van desde 0 hasta 100 (matriz de 101 x 101 elementos); en tanto que el segundo es un arreglo de enteros en una sola dimensión, de 0 a 30 (vector de 31 elementos). Observar que las dos formas de declaración de enteros son equivalentes, explicitándolo o con el uso del posfijo %. Análogamente para cadenas o string de caracteres, que en este caso además son de longitud variable (dinámicas, por defecto).

## Disponibilidad y variantes del lenguaje
BASIC está disponible para casi todas las plataformas y sistemas operativos existentes. Una implementación gratuita que cumple con estándares y es multiplataforma es Bywater BASIC (bwBASIC). El intérprete está escrito en C y viene bajo la licencia GNU. Está diseñado para interfaz de texto o consola (no gráfica), no incluye soporte para crear interfaces gráficas de usuario (GUI's, Graphical User Interface). Hay un BASIC gratuito que si incluye soporte para GUI, es similar a Visual Basic y se ejecuta en Windows y GNU/Linux, es Phoenix Object BASIC.
Las versiones de intérpretes/compiladores más conocidos son la línea de productos Quick BASIC y QBASIC, este último es solo intérprete, ambos son de Microsoft. En la actualidad lo es el moderno Visual BASIC, que Microsoft ha tratado de mantener al menos mínimamente compatible con incluso las primeras versiones de sus BASIC (en realidad es escasamente compatible), si bien existe FreeBASIC que es un compilador libre, compatible en sintaxis con QBASIC/QuickBASIC.
Otras versiones comerciales incluyen PowerBASIC de PowerBASIC, PureBasic de Fantaisie Software, así como TrueBASIC de TrueBASIC, que cumple con los últimos estándares oficiales de BASIC. (True BASIC Inc. fue fundada por los creadores originales de Dartmouth BASIC.)
REALbasic es una variante disponible para Mac OS Classic, Mac OS X, Microsoft Windows y GNU/Linux, comercializada por los actuales propietarios de Rapid-Q, otra implementación inicialmente libre de BASIC actualmente abandonada. Una versión de un dialecto simple de BASIC para la parrot virtual machine, muestra cómo se implementa un intérprete BASIC en un lenguaje similar al ensamblador. SmallBASIC es un dialecto que ejecuta en muchas plataformas (Win32, DOS, GNU/Linux y PalmOS) y viene bajo la licencia GNU (GPL).
Existen muchas implementaciones de BASIC freeware o GNU, como BCX, YaBasic, HBasic, XBasic, Gambas o Just BASIC, entre otras.

## Ejemplos de código fuente

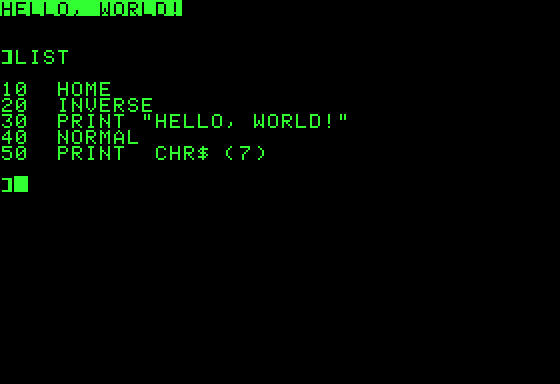
Imagen del programa ¡Hola, Mundo! en inglés en un ordenador

### Ejemplo 1: ¡Hola Mundo!
```
   
PRINT
 
"¡Hola Mundo!"

```

### Ejemplo 2: BASIC original no estructurado (Applesoft BASIC)
```
 
10
 
INPUT
 
"Cuál es su nombre:"
;
 
NN$

 
20
 
PRINT
 
"Bienvenido al 'asterisquero' "
;
NN$

 
25
 
PRINT

 
30
 
INPUT
 
"con cuántos asteriscos inicia [Cero sale]:"
;
 
N

 
40
 
IF
 
N
<=
0
 
THEN
 
GOTO
 
200

 
50
 
AS
$
=
""

 
60
 
FOR
 
I
=
1
 
TO
 
N

 
70
   
AS
$
=
AS
$
+
"*"

 
80
 
NEXT
 
I

 
90
 
PRINT
 
"AQUI ESTAN:"
;
 
AS
$

100
 
INPUT
 
"Desea más asteriscos:"
;
SN$

110
 
IF
 
SN$
=
""
 
THEN
 
GOTO
 
100

120
 
IF
 
SN$
<>
"S"
 
OR
 
SN$
<>
"s"
 
THEN
 
GOTO
 
200

130
 
INPUT
 
"CUANTAS VECES DESEA REPETIRLOS [Cero sale]:"
;
 
VECES

140
 
IF
 
VECES
<=
0
 
THEN
 
GOTO
 
200

150
 
FOR
 
I
=
1
 
TO
 
VECES

160
   
PRINT
 
AS
$
;

170
 
NEXT
 
I

180
 
PRINT

185
 
REM A repetir todo el ciclo (comentario)

190
 
GOTO
 
25

200
 
END

```

### Ejemplo 3: Equivalente en BASIC estructurado (Quick BASIC)
```
   
DEFINT
 
I
-
N
        
'Declara entera toda variable que comience con letras I a N

   
DIM
 
iTrue
 
AS
 
BOOLEAN

   
iTrue
 
=
 
-1
        
'Flag en Verdadero

   
INPUT
 
"¿Cuál es su nombre"
;
 
NombreUsuario$

   
PRINT
 
"Bievenido al 'asterisquero',"
;
 
NombreUsuario$

   
DO

      
PRINT
 
""

      
INPUT
 
"¿Con cuántos asteriscos inicia [Cero sale]:"
;
 
NroAsteriscos

      
IF
 
NroAsteriscos
<=
0
 
THEN
 
EXIT
 
DO

      
Asteriscos$
 
=
 
""

      
FOR
 
I
=
1
 
TO
 
NroAsteriscos

         
Asteriscos$
=
Asteriscos$
 
+
 
"*"

      
NEXT
 
I

      
PRINT
 
"AQUI ESTAN: "
;
 
Asteriscos$

      
DO

         
INPUT
 
"Desea más asteriscos:"
;
SN$

      
LOOP
 
UNTIL
 
SN$
<>
""

      
IF
 
SN$
<>
"S"
 
OR
 
SN$
<>
"s"
 
THEN
 
EXIT
 
DO
      
'Salida

      
INPUT
 
"CUANTAS VECES DESEA REPETIRLOS [Cero sale]:"
;
iVeces

      
IF
 
iVeces
<=
0
 
THEN
 
EXIT
 
DO
    
'Salida

      
FOR
 
I
 
=
 
1
 
TO
 
iVeces

         
PRINT
 
Asteriscos$
;

      
NEXT
 
I

      
PRINT

   
LOOP
 
WHILE
 
iTrue

   
END

```